# (508823) 2001 RX143
(508823) 2001 RX143 est un objet transneptunien du groupe des plutinos.

## Caractéristiques
(508823) 2001 RX143 mesure environ 210 km de diamètre.